# يفغيني يجوف
يفغيني يجوف (بالروسية: Ежов, Евгений Владимирович)‏ هو لاعب كرة قدم روسي في مركز الدفاع، ولد في 11 فبراير 1995 في Rzhanitsa ‏ في روسيا. لعب مع أرسنال تولا وتوربيدو موسكو وسبارتاك موسكو ونادي سبارتاك موسكو 2 لكرة القدم.

## وصلات خارجية
- يفغيني يجوف على موقع Soccerway.com (الإنجليزية)